# Колібрі-фея
Колі́брі-фея (Heliothryx) — рід серпокрильцеподібних птахів родини колібрієвих (Trochilidae). Представники цього роду мешкають в Мексиці, Центральній і Південній Америці.

## Види
Виділяють два види:
- Колібрі-фея фіолетоволобий (Heliothryx barroti)
- Колібрі-фея зеленолобий (Heliothryx auritus)

## Етимологія
Наукова назва роду Heliothryx походить від сполучення слів дав.-гр. ἡλιος — сонце і θριξ — волосся.